# Biketrial

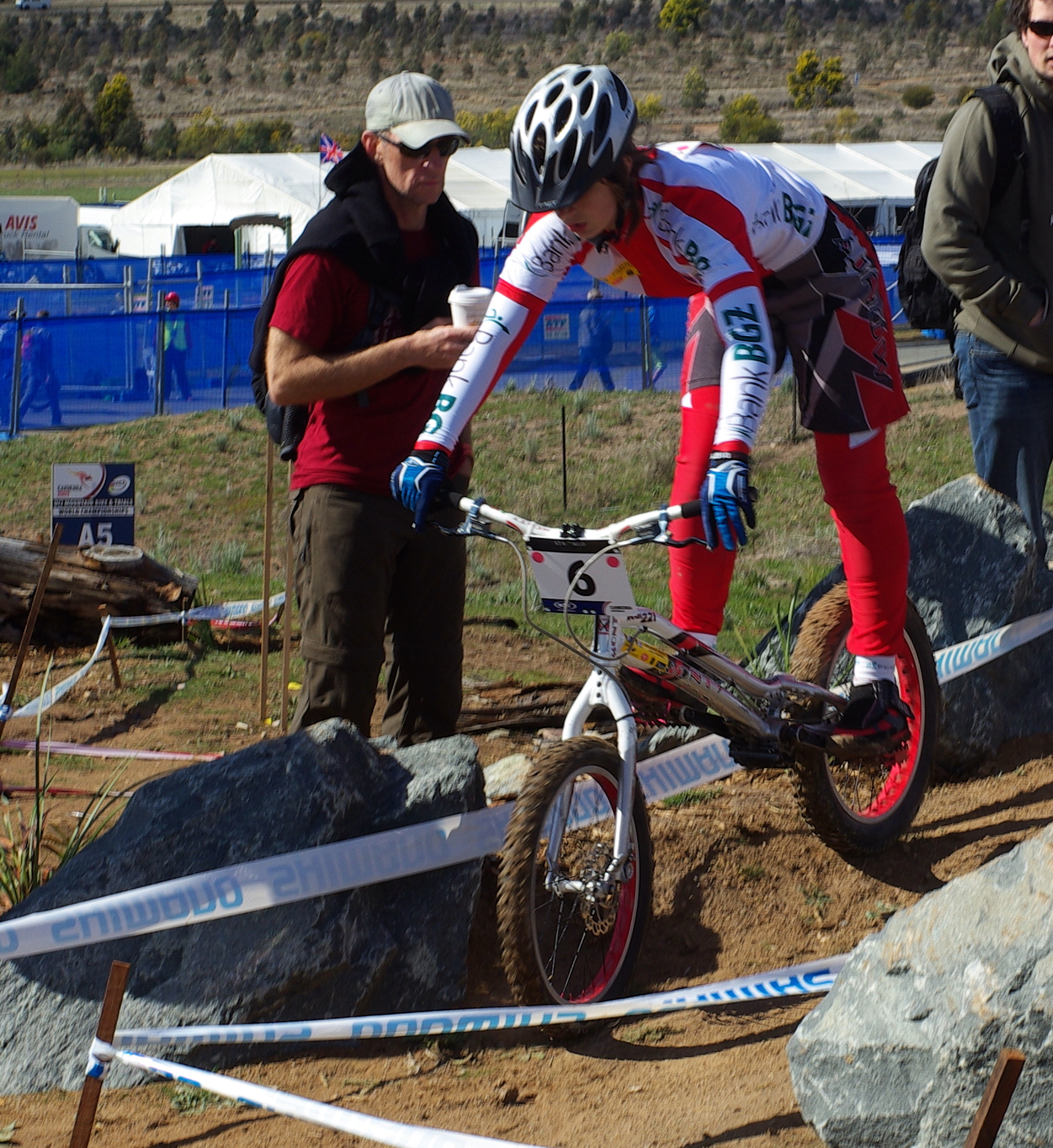
MTB Trials 5 Stevage

O Bike trial é um esporte cujo objectivo é ultrapassar obstáculos, tanto naturais quanto artificiais. É uma modalidade do ciclismo derivada do trial de motocicleta. Pratica-se em bicicletas aro 20,24 e 26, e deve-se passar pelos obstáculos sem ter contato físico (pés, mãos) com ele. Foi criado na Catalunha, por Pedro Pi, e hoje é praticado no mundo inteiro. O bike trial é um esporte de habilidade, equilíbrio e de muita técnica.